# Куртизанка (фильм, 1972)
«Куртиза́нка» (урду پاکیزہ‎, хинди पाकीज़ा, англ. Pakeezah, досл.: «Непорочная») — индийский кинофильм режиссёра Камала Амрохи с Миной Кумари в главной роли, снятый в 1972 году, в оригинале на языке урду.

## Сюжет
Действие этого фильма происходит в Индии в конце XIX — начале XX века и рассказывает о таваиф (куртизанке) Сахиб-Джан, дочери куртизанки Наргис.
После того, как её отвергла семья возлюбленного, куртизанка Наргис едет на кладбище, где втайне ото всех рожает дочь Сахиб-Джан и умирает. Сестра Наргис, Наваб-Джан — владелица публичного дома в городе Лакнау — забирает ребёнка и воспитывает девочку куртизанкой.
Спустя 17 лет Сахиб-Джан становится известной танцовщицей и певицей, но страдает от того, что вынуждена быть куртизанкой и мечтает о большой любви. Лесничий Салим Ахмед Хан восхищён красотой Сахиб-Джан и благородством её души. Салим переименовывает Сахиб-Джан в Pakeezah (что обозначает непорочная, чистая сердцем) и предлагает ей вступить с ним в законный брак. Но Сахиб-Джан, тяжело переживая оскорбления и презрение окружающих и не желая портить репутацию Салима, отказывается и возвращается в публичный дом.
Салим, в надежде забыть возлюбленную, решает жениться на другой и приглашает Сахиб-Джан танцевать на его свадьбе, она соглашается. Во время этого торжества дядя Салима — наваб Шахабуддин — узнаёт в Сахиб-Джан свою дочь и хочет признать её. Но властный и деспотичный отец Шахабуддина — Хаким-сахиб — запрещает, потому что куртизанка запятнает честь их рода. Хаким-сахиб пытается убить Сахиб-Джан, но пуля попадает в Шахабуддина. Салим восстаёт против воли деда и патриархальных традиций и женится на Сахиб-Джан.

## В ролях
| Актёр        | Роль                |
| ------------ | ------------------- |
| Мина Кумари  | Наргис / Сахиб-Джан |
| Радж Кумар   | Салим Ахмед Хан     |
| Ашок Кумар   | Шахабуддин          |
| Вина         | Наваб-Джан          |
| Надира       | Гаухар-Джан         |
| Д. К. Сапру  | Хаким-сахиб         |
| Камал Капур  | Наваб Зафар Али Хан |
| Пратима Деви | мать Салима         |

## История создания
Для съёмок фильма потребовалось почти 14 лет. Съёмки фильма начались в 1958 году. Сначала фильм снимался в чёрно-белом варианте, но впоследствии отснятые эпизоды были пересняты заново в цвете.
Во время съёмочного периода композитор Гулам Мохаммед и оператор Йозеф Виршинг скончались. Камал Амрохи понёс финансовые убытки и вынужден был приостановить съёмки фильма на неопределённое время. Съёмки фильма возобновились только в 1968 году. Позднее композитор Наушад написал музыкальный фон к фильму, а также несколько песен.
Камал Амрохи сам разрабатывал всю сценографию, перемещения камеры, а также сам лично выбирал каждый костюм, вплоть до браслетов второстепенных персонажей. Когда в 1968 году съёмки фильма возобновились, финансисты попросили Камала Амрохи заменить классическую музыку на модные современные ритмы. Камал Амрохи ответил, что он согласился бы, если бы был жив Гулам Мохаммед, но он не мог предать покойного композитора, который написал для фильма двенадцать красивых песен в классическом стиле. В результате Камал Амрохи оставил музыку без изменений, но использовал в фильме только семь песен Гулама Мохаммеда.
Большая часть фильма была снята в Мумбаи на студии Kamal Amrohi Studios. Когда фильм впервые был задуман, Мина Кумари и Камал Амрохи были женаты. Впоследствии между ними возникли личные и профессиональные разногласия, в 1964 году они развелись, поэтому не всё, что планировалось, удалось заснять на киноплёнку, фильм не был полностью завершён. Только когда Наргис и Сунил Датт увидели отснятый материал, они завершили фильм.
На начальных этапах съёмок фильма роль Салима должен был играть Ашок Кумар. Но когда съёмки возобновились, на эту роль рассматривались кандидатуры Дхармендры, Раджендры Кумара и Сунила Датта. В итоге было решено, что роль Салима сыграет Радж Кумар. Его персонаж был изменён с бизнесмена на лесничего, чтобы соответствовать более мускулистому телосложению Раджа Кумара. Ашок Кумар в результате сыграл роль Шахабуддина.
Из-за профессиональных разногласий актриса Вина, исполнявшая роль Наваб-Джан, прервала участие в фильме. Тогда Камал Амрохи написал несколько новых диалогов, в результате чего в сюжете появился новый персонаж Гаухар-Джан, роль которой сыграла актриса Надира.
Мина Кумари во время съёмок была очень больна, но была согласна участвовать в фильме до конца, поэтому во многих сценах фильма её снимали лёжа. Для законченности танцевальных эпизодов была приглашена дублёрша — Падма Кханна, которую можно видеть на дальнем плане во многих танцевальных эпизодах.
Премьера фильма состоялась 4 февраля 1972 года. На премьере Мина Кумари сидела между Камалом Амрохи и Раджем Кумаром и была очень довольна фильмом. Когда композитор Хайям похвалил её работу, она расплакалась. Поначалу фильм был сдержанно встречен критикой и не имел больших кассовых сборов. Но после того, как через несколько недель после премьеры — 31 марта 1972 года — исполнительница главной роли Мина Кумари умерла в возрасте 39 лет, фильм сразу же стал хитом.

## Саундтрек
| №   | Название                       | Текст песни       | Музыка         | Исполнители                   | Длительность |
| --- | ------------------------------ | ----------------- | -------------- | ----------------------------- | ------------ |
| 1.  | «Chalo Dildar Chalo»           | Каиф Бхопали      | Гулам Мохаммед | Лата Мангешкар, Мохаммед Рафи |              |
| 2.  | «Chalte Chalte»                | Кайфи Азми        | Гулам Мохаммед | Лата Мангешкар                |              |
| 3.  | «Inhi Logon Ne»                | Маджру Султанпури | Гулам Мохаммед | Лата Мангешкар                |              |
| 4.  | «Mausam Hai Aashiqana»         | Камал Амрохи      | Гулам Мохаммед | Лата Мангешкар                |              |
| 5.  | «Nazariya Ki Mari»             | Маджру Султанпури | Наушад         | Раджкумари                    |              |
| 6.  | «Teer-E-Nazar»                 | Каиф Бхопали      | Гулам Мохаммед | Лата Мангешкар                |              |
| 7.  | «Thare Rahiyo»                 | Маджру Султанпури | Гулам Мохаммед | Лата Мангешкар                |              |
| 8.  | «Mora Saajan Sauten Ghar Jaye» | Маджру Султанпури | Наушад         | Вани Джайрам                  |              |
| 9.  | «Kaun Gali Gayo Shyam»         | Маджру Султанпури | Наушад         | Парвин Султана                |              |
| 10. | «Pi Ke Chale»                  | Маджру Султанпури | Гулам Мохаммед | Лата Мангешкар                |              |
| 11. | «Title Music — Alap»           | Маджру Султанпури | Наушад         | Лата Мангешкар                |              |

В 1971—1972 годах распределение наград на вручении премии Filmfare Awards вызвало много споров из-за того, что не придали[кто?] должное значение фильму «Куртизанка» и его незабываемой музыке. Престижная награда была вручена фильму Be-Imaan за коммерчески успешную музыку, в то же время актёр Пран отказался от своей награды, так как чувствовал, что композитор Гулам Мохаммед заслужил посмертную награду за работу над своими песнями, написанными для фильма «Куртизанка». Творчество композитора Гулама Мохаммеда не было оценено по достоинству кинематографом, несмотря на его блестящие работы в фильмах «Мирза Галиб» (1954), «Шама» (1961) и «Куртизанка» (1972).

## Награды и номинации
Filmfare Awards (1973)
- Премия:
  - Лучшая работа художника-постановщика[1] (Н. Б. Кулкарни)
- Номинации:
  - Лучший фильм
  - Лучшая режиссура (Камал Амрохи)
  - Лучшая женская роль (Мина Кумари, посмертно)
  - Лучшая музыка к фильму (Гулам Мохаммед, посмертно)